# Psychotria micheliana
Psychotria micheliana är en måreväxtart som beskrevs av J.-g.Adam. Psychotria micheliana ingår i släktet Psychotria och familjen måreväxter. Inga underarter finns listade i Catalogue of Life.